# 328
328 (CCCXXVIII) je bilo prestopno leto, ki se je po julijanskem koledarju začelo na ponedeljek.

## Dogodki
- 1. januar

## Rojstva
- Valens, cesar Vzhodnega rimskega cesarstva († 378)